# Madame Anastasie
Pour les articles homonymes, voir Anastasie.

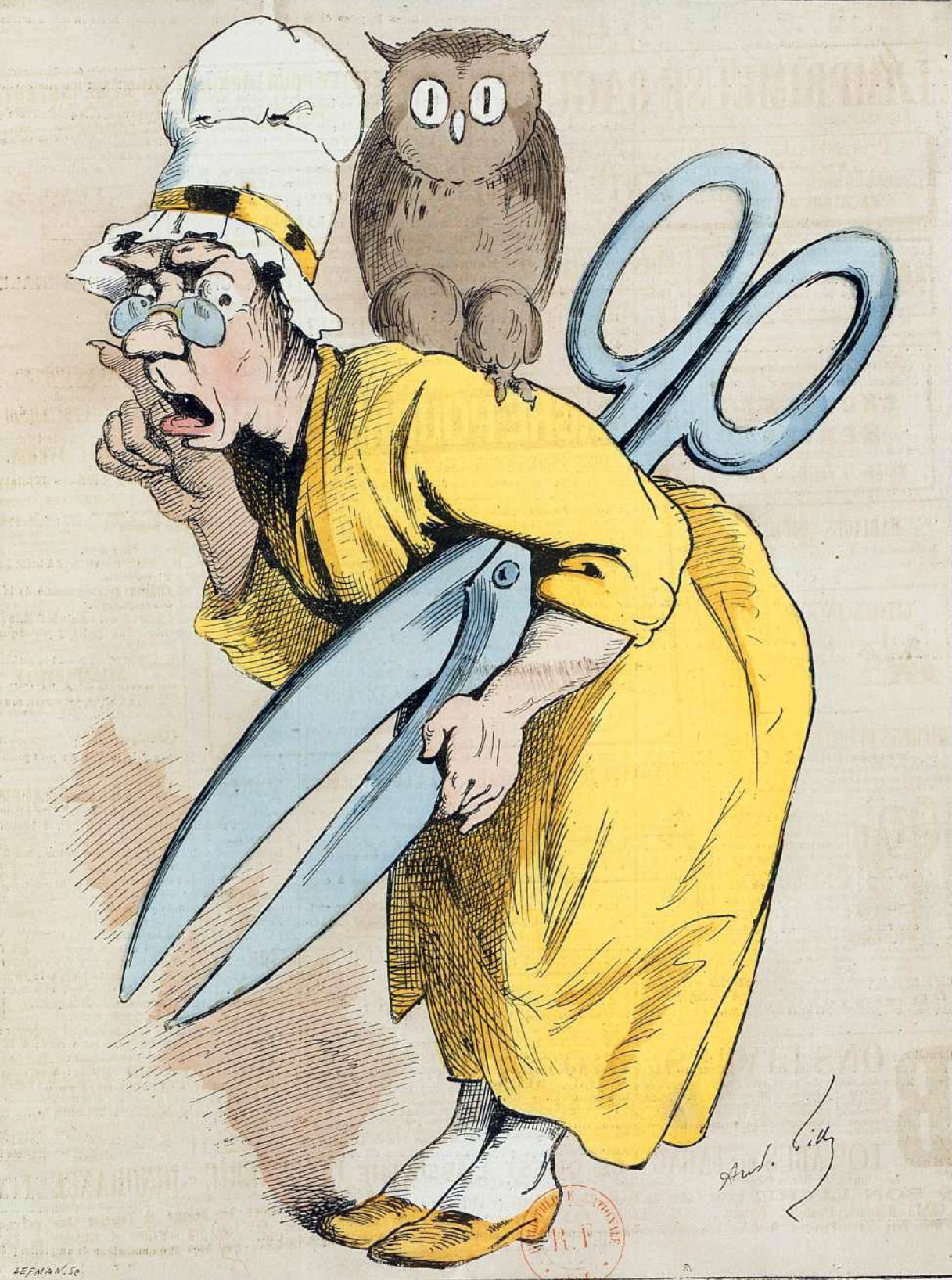
André Gill - Madame Anastasie (1874).

Madame Anastasie est un dessin d'André Gill publié dans L'Éclipse le 19 juillet 1874, qui représente allégoriquement la censure et qui en est d'ailleurs la représentation la plus connue,,. Il la personnifie comme une femme âgée, aux ongles crochus, qui porte sur l'épaule une chouette et tient sous le bras de gigantesques ciseaux. 
André Gill est souvent crédité de l'invention de ce personnage,. Toutefois, si l'ajout de la chouette, oiseau de nuit qui incarne l'obscurité et qui fait référence à l'expression populaire « une vieille chouette », est bien une idée d'André Gill, Christian Delporte, suivi par Olivier Forcade, montre que l'incarnation de la censure dans un personnage féminin nommé Anastasie est antérieure à ce dessin,,.